# Tron: Uprising
Tron: Uprising (conocida como Tron: La resistencia en Hispanoamérica y España) es una serie animada de televisión de género "ciencia ficción", que forma parte de la franquicia de Tron y que Disney tiene programada para Disney XD en Estados Unidos. Se vio un adelanto el 18 de mayo de 2012 en Disney Channel. El programa se estrenó el 7 de junio de 2012.
Es dirigida por Charlie Bean quien también actúa como productor ejecutivo y que tienen a Edward Kitsis, Adam Horowitz y a Justin Springer como productores. Esta serie es la continuación del cómic Tron: Betrayal. La serie se encuentra entre Tron y  Tron: Legacy.
Un total de 19 episodios han sido ordenados para la primera temporada y el piloto de la serie.
Eric Canete, uno de los artistas de animación de la serie, informó en su cuenta de Twitter que la misma no sería renovada una segunda temporada, la razón son los bajos índices de audiencia, horas más tarde con la reacción en Twitter se retractó de sus dichos.
Por otro lado, en declaraciones posteriores a IGN, Edward Kitsis ha dicho que el destino final de la serie no ha sido decidido, pero que el futuro de la serie depende de que más espectadores la vean.

## Argumento
Beck (Elijah Wood) es un programa de la Red dedicado a la mecánica, trabajador del garaje de Able (Reginald VelJohnson), un antiguo y sabio programa de los tiempos del anterior sistema ENCOM, quien lidera el único taller de la ciudad.
Cierto día, mientras juegan con sus discos de memoria, a Ciudad Argon arriba la flota del general Tesler (Lance Henriksen), secuaz de Clu 2.0 (Fred Tatasciore), un programa que desterró al usuario creador de la Red, Kevin Flynn, siendo vencedor de las guerras ISOS, forma en que se llama a los programas generados misteriosamente por la misma Red. En la invasión de su ciudad, Bodhi, el más cercano amigo de Beck junto a Mara (Mandy Moore) y Zed (Nathan Corddry), es derezzed, término con el que se denomina a ser destruido o borrado, por uno de los soldados de Tesler.
En su furia, Beck se viste como Tron para vengarse, volando una de las estatuas de Clu 2.0. Su temeraria acción lo llevará a enfrentarse con la jerarquía de la invasión, Tesler y sus comandantes de campo Paige (Emmanuelle Chriqui) y Pavel (Paul Reubens).
Después de una batalla para escapar, Beck se encuentra con un misterioso personaje que creía muerto, Tron (Bruce Boxleitner), quien lo elige para hacerse cargo de su revolución y resistencia contra el tiránico Clu 2.0, eligiéndolo como su sucesor.

## Reparto y personajes
- Beck/Renegado (Elijah Wood): Es un programa que lleva una revolución en contra de Clu 2.0. Él es entrenado por Tron y desafía a las fuerzas de Tesler, principalmente es un idealista que lleva una doble vida tras el casco y sin ella, va descubriendo lentamente quien es Tron y que lo llevó a su estado actual.

- Tron (Bruce Boxleitner): Es el guardián de La Red, es traicionado por Clu 2.0, quien aparentemente lo destruye en la guerra previa contra los ISOS, recluta a Beck para reemplazarlo. Tron es incapaz de hacer las tareas de su pasado, necesita de una cámara de recuperación para sanar los daños a su código hechos por Clu 2.0, la premisa bajo la cual se construye la historia es una traición.

- General Tesler (Lance Henriksen): General de Clu 2.0, antagonista principal de Beck sin trasfondo, es un manipulador nato y recluta a Paige con engaños.

- Kevin Flynn (Fred Tatasciore): Es el personaje de la película original de Tron. Es el quien creó a Clu (el programa original) y más tarde a Clu 2.0. Flynn es también el creador de La Red.

- Clu 2.0 (Fred Tatasciore): Es una versión actualizada de Clu, fue creado por Kevin Flynn, un usuario que desarrolla la nueva versión de La Red que reemplaza a la diseñada por ENCOM, Clu 2.0 está decepcionado de Flynn, quien originalmente lo diseñó para crear juntos el sistema perfecto, trabajo que desempeñó con ahínco hasta la aparición de los ISOS, sintiéndose traicionado por Flynn.

- Paige (Emmanuelle Chriqui). Es la comandante de campo de Tesler obsesionada con eliminar al renegado, en el pasado fue médico, como Mara tiene una relación de amor y odio con el renegado.

- Mara (Mandy Moore). Mecánica experta en tanques, amiga de Beck y Zed, este último enamorado de ella, a su vez, Mara está enamorada platónicamente del Renegado y quizás la más convencida de que el Renegado es Tron.

- Pavel (Paul Reubens). Comandante de campo de Tesler, es mezquino y traidor, no se sabe mucho de su pasado, aunque hay referencias que le vinculan a personajes de Tron: Legacy, sirve a Tesler sin serle muy fiel.

- Zed (Nate Corddry). Es una mecánico experto en reparación de motos, odia al Renegado pues constantemente siente que este le opaca sus intentos por acercarse a Mara.

- Able (Reginald VelJohnson): Mecánico líder del único garaje de la ciudad. Su origen como pasa con Tron es producto de la anterior versión de La Red, es de suponer que Tesler igualmente provenga de ese mismo sitio, pues los programas parece tener más edad que el resto de la población, que son básicamente jóvenes.

- La Red Es el sistema bajo el cual todo los programas funcionan, pues La Red es un ambiente cerrado medido en ciclos.

## Episodios
| Episodio # | Título original                                                 | Director(es) | Guionista(s)                    | Fecha de estreno (USA)   | Fecha de estreno (LatAm) |
| ---------- | --------------------------------------------------------------- | ------------ | ------------------------------- | ------------------------ | ------------------------ |
| 0          | «Beck's Beginning // Los Comienzos de Beck»                     | Charlie Bean | Edward Kitsis & Adam Horowitz   | 18 de mayo de 2012       | 25 de agosto de 2014     |
| 1          | «The Renegade, Part 1 // El Renegado, Parte 1»                  | Charlie Bean | Edward Kitsis & Adam Horowitz   | 7 de junio]] de 2012     | 1 de septiembre de 2014  |
| 2          | «The Renegade, Part 2 // El Renegado, Parte 2»                  | Charlie Bean | Edward Kitsis & Adam Horowitz   | 14 de junio de 2012      | 8 de septiembre de 2014  |
| 3          | «Blackout // Apagón»                                            | Charlie Bean | Edward Kitsis & Adam Horowitz   | 21 de junio de 2012      | 15 de septiembre de 2014 |
| 4          | «Identity // Identidad»                                         | Charlie Bean | Edward Kitsis & Adam Horowitz   | 28 de junio de 2012      | 22 de septiembre de 2014 |
| 5          | «Isolated // Aislado»                                           | Charlie Bean | André Bormanis                  | 5 de julio de 2012       | 29 de septiembre de 2014 |
| 6          | «Price of Power // Precio del Poder»                            | Charlie Bean | Adam Nussdorf                   | 12 de julio de 2012      | 6 de octubre de 2014     |
| 7          | «The Reward // La Recompensa»                                   | Charlie Bean | Scott Nimerfro & André Bormanis | 19 de octubre de 2012    | 13 de octubre de 2014    |
| 8          | «Scars, Part 1 // Cicatrices, Parte 1»                          | Charlie Bean | Bill Wolkoff                    | 26 de octubre de 2012    | 20 de octubre de 2014    |
| 9          | «Scars, Part 2 // Cicatrices, Parte 2»                          | Charlie Bean | Edward Kitsis & Adam Horowitz   | 2 de noviembre]] de 2012 | 27 de octubre de 2014    |
| 10         | «Grounded // Detenido en Tierra»                                | Charlie Bean | Edward Kitsis & Adam Horowitz   | 3 de diciembre de 2012   | 3 de noviembre de 2014   |
| 11         | «We Both Know How This Ends // Ambos Sabemos Como Termina Esto» | Charlie Bean | Edward Kitsis & Adam Horowitz   | 10 de diciembre de 2012  | 10 de noviembre de 2014  |
| 12         | «The Stranger // El Extraño»                                    | Charlie Bean | Edward Kitsis & Adam Horowitz   | 17 de diciembre de 2012  | 17 de noviembre de 2014  |
| 13         | «Tagged // En la Mira»                                          | Charlie Bean | Edward Kitsis & Adam Horowitz   | 24 de diciembre de 2012  | 24 de noviembre de 2014  |
| 14         | «State of Mind // Estado Mental»                                | Charlie Bean | Edward Kitsis & Adam Horowitz   | 31 de diciembre de 2012  | 1 de diciembre de 2014   |
| 15         | «Welcome Home // Bienvenido a Casa»                             | Charlie Bean | Edward Kitsis & Adam Horowitz   | 7 de enero de 2013       | 8 de diciembre de 2014   |
| 16         | «Rendezvous // Reunion»                                         | Charlie Bean | Edward Kitsis & Adam Horowitz   | 14 de enero de 2013      | 15 de diciembre de 2014  |
| 17         | «No Bounds // Sin Límites»                                      | Charlie Bean | Edward Kitsis & Adam Horowitz   | 21 de enero de 2013      | 22 de diciembre de 2014  |
| 18         | «Terminal // Terminal»                                          | Charlie Bean | Edward Kitsis & Adam Horowitz   | 28 de enero de 2013      | 29 de diciembre de 2014  |

## Cronología del universo Tron
- Tron (1982) (película)
- Tron 2.0 (2003) (videojuego)
- Tron: The Ghost in the Machine (historieta)
- Tron: Betrayal (1983/1989) (historieta)
- Tron: Uprising (1989/1990) (2012) (historieta y serie de televisión)
- Tron: Evolution (2010) (videojuego)
- Tron: Legacy (2010) (película)
- Tron: The Next Day (2011) (cortometraje)
- Tron: Ares (2025) (película)